# Operación SE
La Operación SE (en japonés: セ作戦, SE Sakusen) fue una ofensiva aérea lanzada por las fuerzas imperiales japonesas contra las fuerzas aliadas que se encontraban en el área de Guadalcanal durante la campaña de las Islas Salomón en el teatro del Pacífico de la Segunda Guerra Mundial. Tuvo lugar el 16 de junio de 1943 y tenía como objetivo destruir el poder aéreo y marítimo aliado.

## Operación SO
La Operación SE fue parte de un esfuerzo mayor para destruir el poder aéreo aliado en las Islas Salomón. Fue precedida por la Primera y la Segunda Operación SO, que involucraron barridas de cazas contra Guadalcanal de varios grupos aéreos del Servicio Aéreo de la Armada Imperial Japonesa (los 251.°, 204.° y 582.° Grupos Aéreos). Las batallas resultantes de estas operaciones fueron apodadas como batalla aérea de Lunga (en japonés: ルンガ沖航空戦, Lunga-oki Kōkūsen) por los japoneses.
La Primera Operación SO tuvo lugar el 7 de junio de 1943, donde el teniente comandante Saburō Shindō del 582.º Grupo Aéreo lideró un barrido de cazas que incluyó 81 cazas Mitsubishi A6M Zero (21 de la 582.º, 24 A6M del 204.º y 36 A6M del 251.º) contra una variedad de objetivos alrededor del área de Guadalcanal (incluido el nuevo aeródromo aliado en las Islas Russell). Fueron interceptados por una fuerte fuerza de cazas aliados de varios tipos (F4F, F4U, P-38 y P-39). Las batallas aéreas resultantes representaron la pérdida de varios aviones en ambos lados, donde el suboficial Hiroyoshi Nishizawa reclamó el derribo de dos aviones aliados.

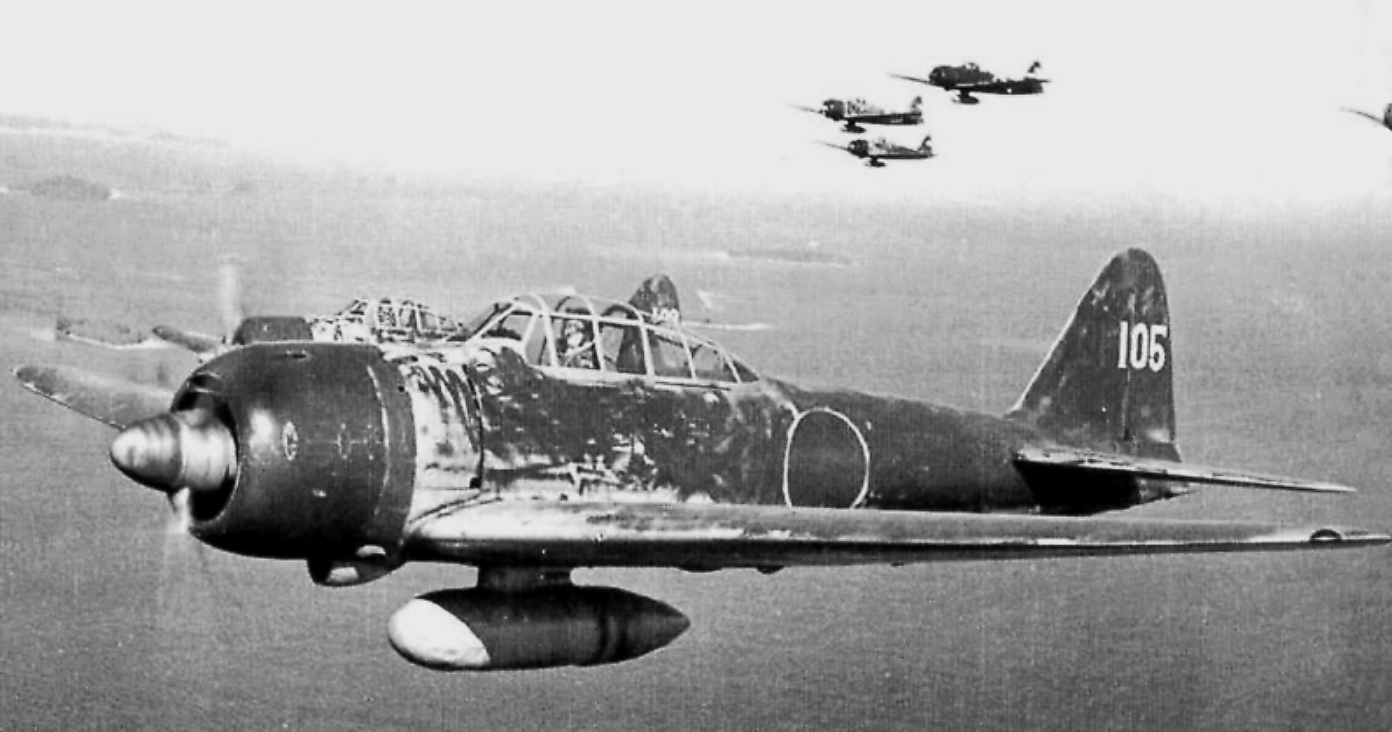
Mitsubishi A6M Zero modelo 22 utilizado en la operación.

La Segunda Operación SO tuvo lugar cinco días después, el 12 de junio, donde el teniente Zenjirō Miyano dirigió 77 cazas Zero (24 del 204.º, 32 A6M del 251.º y 21 del 582.º) contra los mismos objetivos. De manera similar, como cinco días antes, fueron interceptados por una fuerte fuerza de combatientes aliados de varios tipos y las batallas aéreas posteriores tuvieron un resultado similar.

## Operación SE
A diferencia de la Primera y la Segunda Operación SO, la Operación SE también implicó un ataque contra los barcos aliados frente a la costa de Lunga en Guadalcanal, además del barrido regular de cazas. El ataque incluyó 24 bombarderos en picado Aichi D3A del 582.º Grupo Aéreo bajo el mando del teniente Tamotsu Ema. La escolta y el barrido de cazas estuvo a cargo de 70 cazas Zero (24 del 204.º, 30 del 251.º y 16 Zero del 582.º) y estuvo dirigida por el teniente comandante Saburō Shindō y el teniente Miyano. La escuadra despegó de Buin en Bougainville a las 10:00 horas del 16 de junio de 1943.
Los bombarderos en picado del teniente Ema llegaron a Guadalcanal alrededor de las 12:00 y atacaron a los barcos aliados frente a Lunga, logrando impactos en dos barcos aliados. La fuerza de ataque fue interceptada por una fuerza de combatientes aliados de varios tipos, lo que resultó en batallas aéreas sobre los cielos de Guadalcanal. Habiendo notado en misiones anteriores que los bombarderos en picado amigos a menudo eran derribados después de lanzar sus bombas, el teniente Miyano del 204.º Grupo Aéreo ideó una táctica que implicaría que los cazas fueran a baja altura y proporcionaran cobertura después del punto de lanzamiento de la bomba. Los cazas Zero que escoltaban probaron la nueva táctica durante el ataque de Ema y, aunque ayudó a proteger mejor a los bombarderos en picado, el teniente Miyano murió durante la acción.

## Consecuencias
Al igual que con el esfuerzo similar en abril por la Operación I-Gō, el éxito de la Operación SE fue limitado ya que no impidió el avance aliado hacia las Islas Salomón de manera significativa. Los bombarderos en picado solo lograron dañar el buque de carga Celeno y el barco de desembarco de tanques 340, mientras que solo se perdieron seis cazas aliados. Por otro lado, el costo para los japoneses fue alto ya que perdieron 13 bombarderos en picado y 15 cazas Zero. Además, la Primera y Segunda Operación SO anteriores representaron nueve y siete cazas Zero perdidos, respectivamente. Además, el 204.º Grupo Aéreo perdió a su experimentado líder (hikōtaichō), el teniente Miyano.